# 9844 Otani
Otani (asteróide 9844) é um asteróide da cintura principal, a 2,1078859 UA. Possui uma excentricidade de 0,2188708 e um período orbital de 1 619,13 dias (4,44 anos).
Otani tem uma velocidade orbital média de 18,13137057 km/s e uma inclinação de 12,92942º.
Este asteróide foi descoberto em 23 de Novembro de 1989 por Yoshio Kushida, Osamu Muramatsu.